# Тајерас (Њу Мексико)
Тајерас (енгл. Tijeras) град је у америчкој савезној држави Њу Мексико.

## Демографија
По попису из 2010. године број становника је 541, што је 67 (14,1%) становника више него 2000. године.
| Група             | 2000.       | 2010.       |
| Белци             | 199 (42,0%) | 248 (45,8%) |
| Афроамериканци    | 0 (0,0%)    | 4 (0,7%)    |
| Азијати           | 1 (0,2%)    | 2 (0,4%)    |
| Хиспаноамериканци | 267 (56,3%) | 274 (50,6%) |
| Укупно            | 474         | 541         |